# Лузерна-Сан-Джованни
Лузерна-Сан-Джованни (итал. Luserna San Giovanni, пьем. Luserna e San Gioann, окс. Lusèrna Sant Joan) — коммуна в Италии, располагается в регионе Пьемонт, в провинции Турин.
Население составляет 7820 человек (2008 г.), плотность населения — 463 чел./км². Занимает площадь 17 км². Почтовый индекс — 10062. Телефонный код — 0121.

## Демография
Динамика населения:

## Администрация коммуны
- Официальный сайт: http://www.comune.luserna.to.it/

## Города-побратимы
- Прьевидза, Словакия
- Савин-ле-Лак, Франция
- Колония-Вальденсе, Уругвай

## Известные уроженцы
- Черкио, Фернандо (1914–1974) – итальянский режиссёр, сценарист.